# Marijan Jaić
Fra Marijan (Stjepan) Jaić (Slavonski Brod, 1795. – Budim 1858.) je hrvatski književnik i svećenik iz Mađarske.
Rođen je kao Stjepan Jaić u Slavonskom Brodu 4. srpnja 1795. Školovao se u Brodu (1813-15), Našicama (1815-19) i Mohaču. Bio je franjevački redovnik, zaredio se 1812. u Baču, a 1816. u Vukovaru uzeo redovničko ime Marijan. Pripadao je franjevačkom kulturnom krugu Hrvata iz Budima.  Bavio se glazbom, bogoslovljem i filozofijom, a predavao je i kao nastavnik u Vukovaru. Predavao je na franjevačkim visokim učilištima, bio je između ostalog, provincijal u Budimu i gvardijan osječkog franjevačkog samostana. Izgradio je i samostansku knjižnicu u Osijeku. Vratio se potom u Budim gdje je djelovao u franjevačkoj provinciji sv. Ivana Kapistrana.
Pored fra Grgura Čevapovića, koji je početkom 19. st. bio važnom osobom u koja je radila na buđenju i očuvanju hrv. narodnog duha i jezika podunavskih Hrvata, fra Marijan Jaić i fra Kaje Agjića su se također predali istoj zadaći. 

Točnije, Jaić je uz Agjića nastavljač Čevapovićeva rada. Jaić i Agjić pripadaju onim franjevcima iz Slavonije koji su čvrsto stali uz ilirski pokret i koji su ga namjeravali proširiti i u ugarsko Podunavlje. Razlog tome je što je, kako je Agjić (hiperbolično) pisao Ljudevitu Gaju 1836. "da u Bačkoj gotovo nitko više ne govori hrvatski", pa se plašio da mađarizacija, koja je naglo zahvatila Bačku, može ugroziti i samu Slavoniju, pa se otvoreno borio očuvati hrv. jezik i hrv. identitet među podunavskim Hrvatima.
Napisao je nekoliko pjesmarica i molitvenika na hrvatskom jeziku, a najpoznatije mu je pjesmarica Vinac bogoljubnih pisama iz 1830., u koje je, kao priznanje njegovog rada, unio skoro sve pjesme iz Bajske pjesmarice fra Petra Lipovčevića iz 1786.
Umro je od posljedica moždanog udara u Budimu 1858. gdje je i pokopan.